# サン・フェルミン祭
サン・フェルミン祭（サン・フェルミンさい、スペイン語: Fiesta de San Fermín、バスク語: Iruñeko Sanferminak）は、スペイン・ナバラ州の州都パンプローナで7月に開催される祭礼。バレンシアの火祭り（3月中旬）、セビリアの春祭り（主に4月後半）と並び、スペイン3大祭りのひとつに数えられる。アーネスト・ヘミングウェイの小説『日はまた昇る』（1926年）で英語圏の人々に知られるようになり、世界的にもっとも有名なスペインの祭礼のひとつである。毎年約100万人の観光客を集める。
祭礼の起源は12世紀初頭に遡る。エンシエロ（牛追い）が有名で、「牛追い祭り」の別名で知られる。ただし、エンシエロはスペインで闘牛の前に広く行われていた催しで、特にナバラ州には数多くの祭礼でエンシエロが実施されている。また、イベリア半島には牛が登場する守護聖人祭が多くみられ、これらはキリスト教の侵入以前に存在した雄牛信仰の残存または変容とされている。スペイン人はケルト・イベロ族の時代から雄牛に対する崇拝精神を持ち、闘牛には願掛け儀式的要素が加わった。有能な闘牛士には英雄としての名誉が与えられることも、勇敢さそのもののエンシエロにスペイン人が夢中になった要因のひとつである。
パンプローナの守護聖人である聖フェルミンを称える宗教儀式が起源である。毎年、聖フェルミンの記念日である7月7日をメインの日とし、7月6日の正午から7月14日の24時（15日の0時）までの9日間開催される。ただし7月6日は前夜祭的なスケジュールでエンシエロなどはないため、7月7日からと紹介されることもある。2008年には310万ユーロの予算で開催されたが、世界同時不況の影響により、2012年の予算は95.2万ユーロにまで減少した。

## 歴史

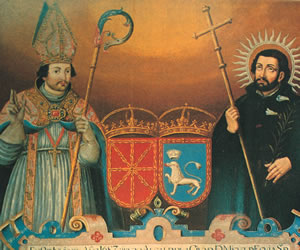
聖フェルミン（左）と聖ザビエル

### 聖フェルミン
フェルミン（272年 - 303年）はパンプローナから選出された古代ローマ元老院議員の息子で、3世紀に聖サトゥルニヌスとその弟子の聖オネストゥスによってキリスト教徒に改宗したとされている。伝承によれば、現在は「聖セルニンの小井戸」として知られている場所で、フェルミンは聖サトゥルニヌスによって洗礼を受けた。フェルミンはトゥールーズ（現フランス）で聖職者に叙任され、パンプローナに戻ると初の司教となった。ナバーラ地方のキリスト教化に貢献したとされているが、後に行われた伝道目的の航海の途中、アミアン（現フランス）で斬首されてカトリック教会の殉教者となった。
サン・フェルミン祭の参加者が首に赤いスカーフを巻くのは、斬首刑となったフェルミンの受難を思い出すためとされる。フェルミンは303年9月25日に死去したと信じられており、遺骨は1196年にパンプローナに帰ってきた。12世紀にはパンプローナの守護聖人として崇拝されたという記録が残っており、聖フランシスコ・ザビエルが聖フェルミン同様にパンプローナの守護聖人となる以前から敬われてきた。聖フェルミンと聖ザビエルはナバーラの守護聖人でもある。なお、実際にはバスク地方にキリスト教がもたらされたのは伝承よりも遅いとされており、隅々まで広まったのは10世紀近くだったとされている。

### 起源

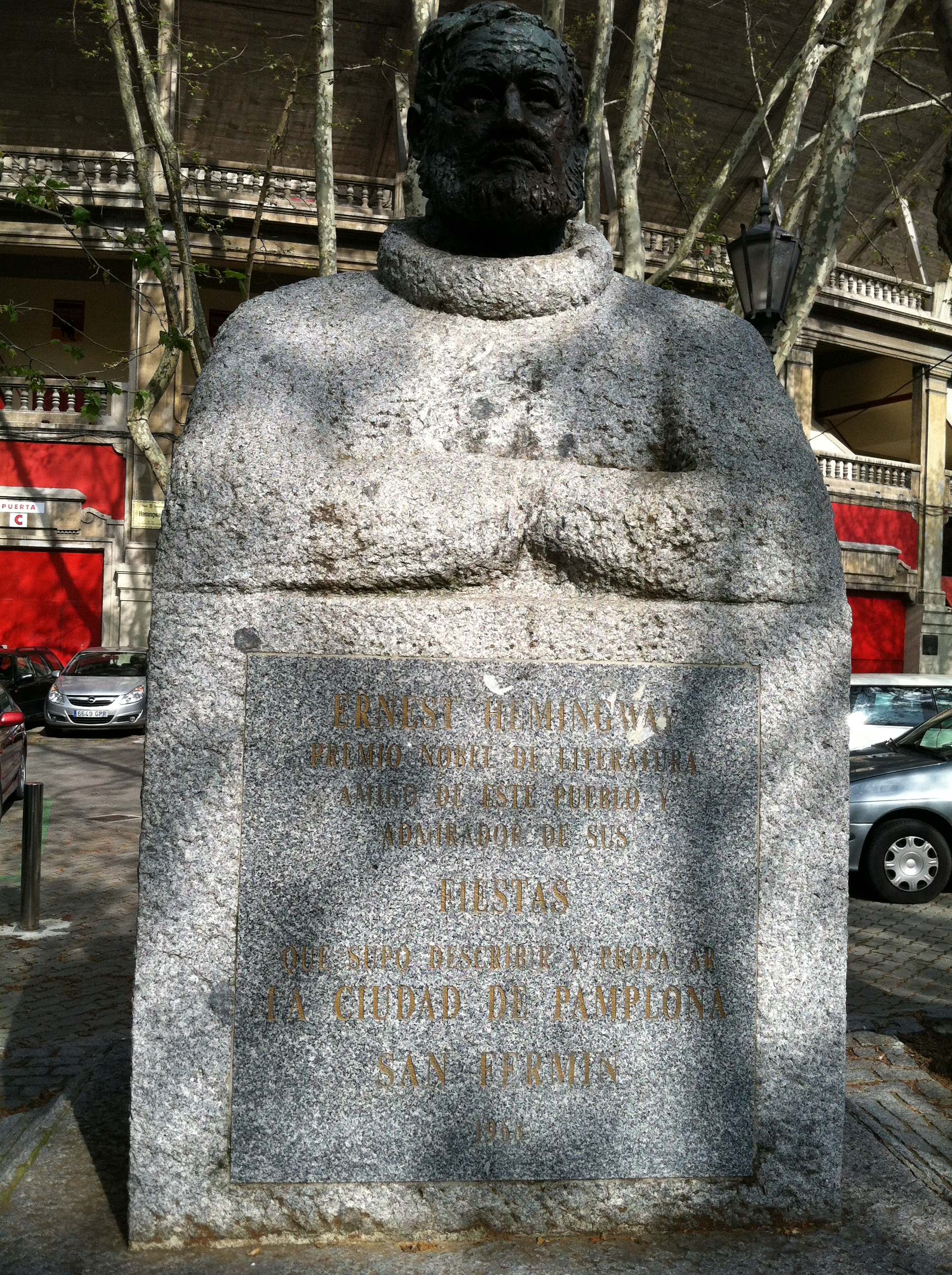
闘牛場外にあるヘミングウェイの石像

サン・フェルミン祭は中世に行われていたふたつの行事に起源をもっている。長年にわたって、パンプローナでは夏の初めに商業見本市が開催されており、牛などを連れた家畜商人が訪れては、やがて祭礼の伝統の一部となる闘牛が行われた。具体的には14世紀に闘牛が行われたという記録が残っている。
商業見本市のほかに、10月10日には町の守護聖人を称える宗教儀式が行われていた。1591年には商業見本市と宗教儀式を同時に行うため、また気候の良い時期に変更したほうがよいという声が大きかったため、宗教儀式は7月7日に変更された。ふたつの行事が合体したこの年がサン・フェルミン祭の始まりであると考えられている。中世のサン・フェルミン祭では、開会宣言、音楽イベント、スポーツ大会、劇場でのイベント、闘牛、ダンス、花火などが行われた。13世紀のパンプローナは3体の巨大人形を所有し、17世紀までには6体の巨大人形が大聖堂に属していたことが知られている。エンシエロは17世紀に現れ、18世紀には外国人が祭礼に参加したことや、祭礼中の過度の飲酒や自堕落なふるまいへの懸念が記録されている。巨大人形のパレードは19世紀半ばの終わりまでに行われるようになった。1844年にはパンプローナ市初の闘牛場が建設された。

### 現代
現代の祭礼は世界的な名声を博し、毎年多くの外国人観光客を受け入れている。これにはジャーナリストでもあったアメリカ人作家アーネスト・ヘミングウェイの小説『日はまた昇る』（1926年）の舞台となったことが深く関連している。ヘミングウェイは1923年にパンプローナを初めて訪れると、サン・フェルミン祭のエンシエロに魅了され、滞在中にはラ・ペルラ・ホテルやイルニャ・カフェなどに足を運んでいる。彼は牛追いや闘牛に入れ込んだが、地元住民に交じって走ることはしなかった。ヘミングウェイは1959年までに何度もパンプローナを訪れており、闘牛場の脇には死後の1968年に建てられた石像があるほか、石像周辺はヘミングウェイ遊歩道と名付けられている。ヘミングウェイはパンプローナやスペインの他都市での闘牛観戦経験を基にし、1932年には闘牛の解説書である『午後の死』(Death in the Afternoon)を著している。現在の形式は1981年に始まったものであり、パンプローナ市長、市議会議員、巨大人形の製作責任者、若者集団、警察、赤十字、商工会議所、起業家団体、慈善事業団体などで構成される委員会によって運営されている。

## 主な行事

### 単発行事

#### チュピナソ（開会宣言）

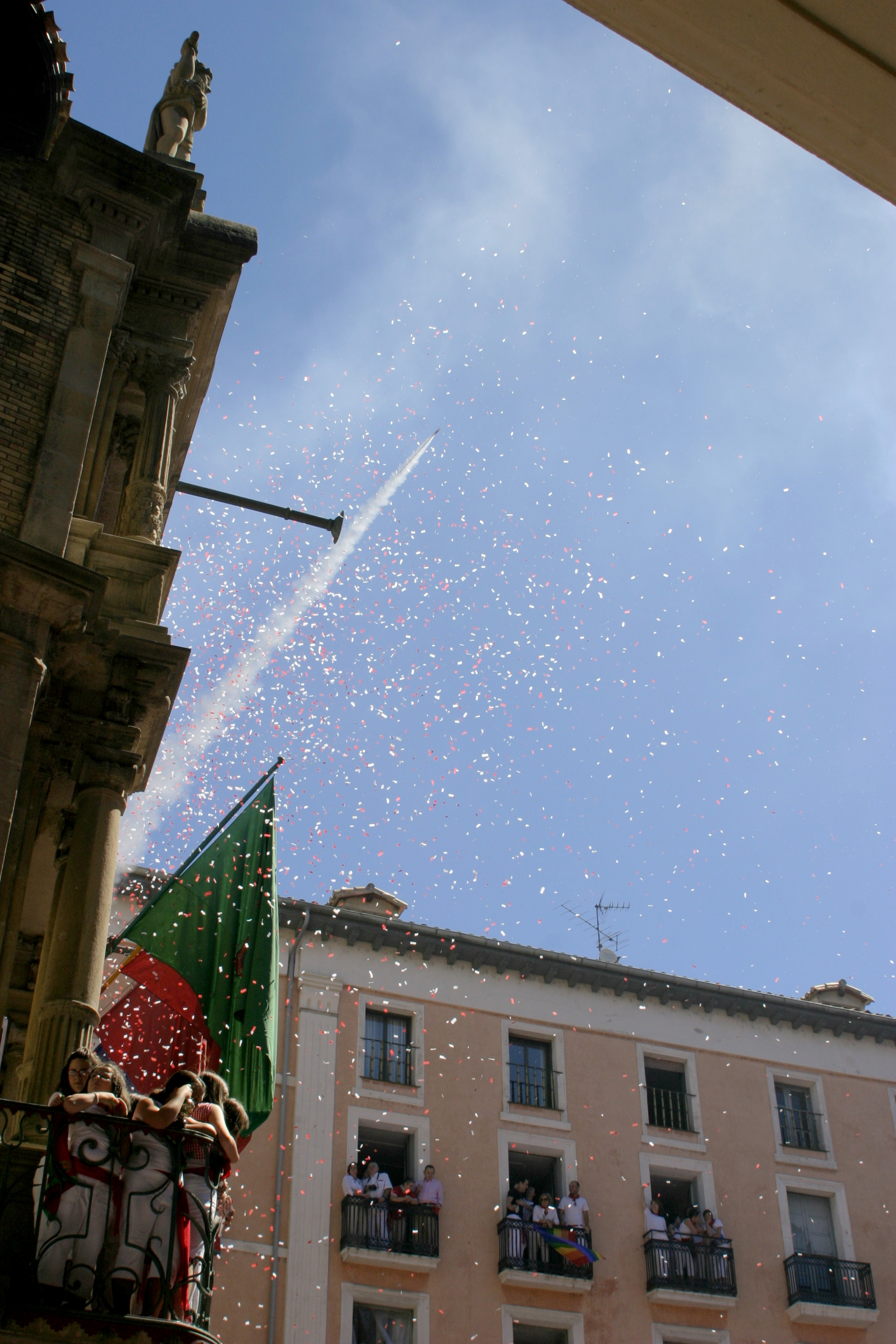
市庁舎のバルコニーから打ち上げられるチュピナソ

7月6日の午前中、パンプローナ市庁舎前広場は、白いワイシャツを着てパンタロンを履き、赤いネッカチーフを頭上に掲げて腰にはベルトを巻きつけた市民で埋め尽くされる。この白と赤の仮装の習慣は1940年代頃に始まったとされる。12:00になると、「パンプローナ市民たちよ、サン・フェルミン万歳!」という開会宣言に次いで、市庁舎のバルコニーからチュピナソ（ロケット花火）が打ち上げられる。本来、開会宣言はパンプローナ市長の役割だったが、1979年にスペインの民主化後初の地方選挙が行われると、各党の政治家が持ち回りで開会宣言を務めている。また、政治家以外が開会宣言を務めることもあり、140周年記念の2000年にはCAオサスナ（地元サッカークラブ）のキャプテンであるセサル・パラシオスが務め、2001年にはSDCサン・アントニオ（地元ハンドボールクラブ）の会長であるフェルミン・タハドゥラが務め、150周年記念の2010年には巨大人形の製作責任者が務めた。参加者は「パンプローナ人」「ビバ、サン・フェルミン」などを合唱し、カヴァや水の掛け合い、生卵や小麦粉の投げ合いなどの乱痴気騒ぎを繰り広げる。

#### リアウ＝リアウ（ワルツ・パレード）
7月6日にはリアウ＝リアウまたはリオ＝リオと呼ばれるワルツ・パレードが開催される。本来のリアウ＝リアウはパンプローナ市議会議員が、市庁舎から聖フェルミンを祀っている近くの礼拝堂に向かって、オーストリアン・ワルツを踊りながらパレードする行事であり、この伝統は1911年に始まったとされる。リアウ＝リアウを当局との衝突のために用いる政治活動家が現れたことから、1992年には秩序維持のために祭礼の日程表から取り除かれた。議員に抗議するために若者が道路を封鎖するなどし、議員が礼拝堂までの500mの道程を歩き切るのに5時間かかることもあった。しかし近年では、議員は参加しないものの非公式にワルツ・パレードが開催されている。1996年と2002年には再び議員を参加させる試みが行われたが、いずれの年も一部の参加者との暴力衝突が発生し、試みは失敗に終わっている。

#### 聖フェルミンの行進
サン・フェルミン祭のメインの日は7月7日であり、何千人ものパンプローナ市民が聖フェルミンの彫像とともに旧市街を行進する。この中には踊り子や大道芸人、また市長など政治的・宗教的権威者も含まれる。聖フェルミンに対するホタ（古代の伝統的な踊り）の最中には聖セルニンの井戸にバラが投げ込まれ、ヒガンテスがくるくると回りながら踊り、マリアという大聖堂の鐘が鳴り響く。

#### ストゥルエンド（爆音）
エル・ストゥルエンド（爆音）は、50年以上の伝統を持つ行事である。ストゥルエンドは故意に公式プログラムの外に残されており、参加者数を制限しやすいよう、毎年異なる日（通常は平日）に行われる。人々は開催日の23:59に市庁舎前に集まり、ドラム、ボウル、笛、他の音が出る物などを用いて、何時間にもわたって可能な限り大きな音を立てる。

#### ポブレ・デ・ミー（閉会宣言）
パーティの9日後の7月14日深夜、パンプローナの人々が市庁舎前広場に集まり、キャンドルの明かりで照らされながら、ポブレ・デ・ミー（貧しい私）という悲しげな旋律を歌う。参加者がキャンドルを灯し、持っていた赤いスカーフを畳むと、市長は祭礼の閉会を宣言する。この行事は1920年代に始まった。

### 連日開催の行事

#### エンシエロ（牛追い）

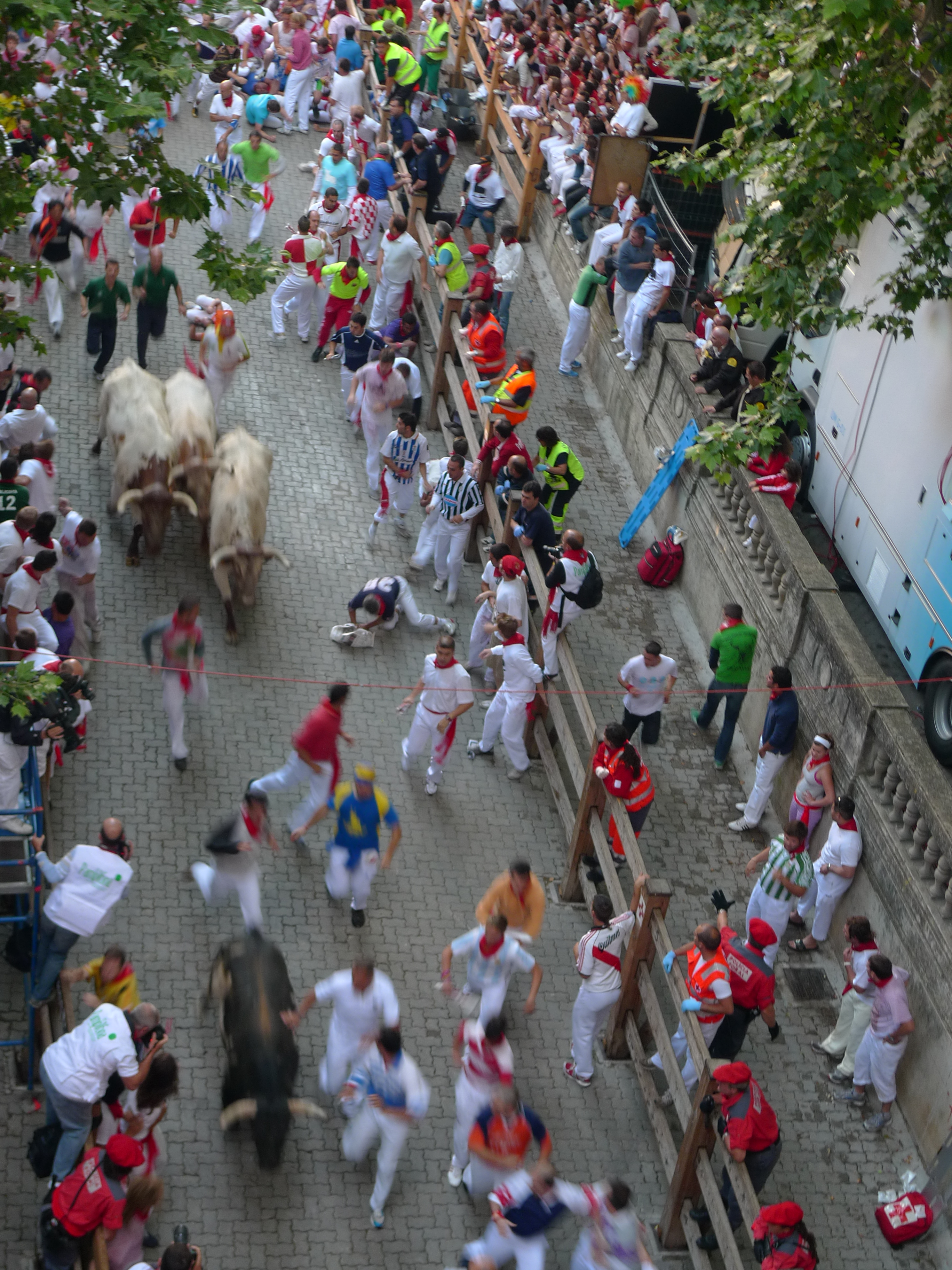
エンシエロ（牛追い）

エンシエロ（牛追い）は7日から14日の朝に行われる、サン・フェルミン祭でもっとも重要な祝祭儀礼である。何百人もの人々が闘牛6頭（おもに黒色）の前を走り、別の雄牛6頭（おもに白色と茶色）が闘牛に続く。道幅4-5mのパンプローナ旧市街には仮設の木柵でコースが設けられ、825m（0.51mil）のルートを人と牛が駆け抜ける。エンシエロは約3分間で終了する。

##### エンシエロの進行
エンシエロ前日の23:00頃には、飼育場から待機場に雄牛が移動（エンシリーリョ）させられる。この際に市民が雄牛の前を走ることはないが、1000人以上が深夜の移動を見守る。
エンシエロが行われる日の早朝には、ガイタ（バグパイプ）の楽団が市中を練り歩いてエンシエロの開始を告げるディアナスが行われる。参加者（コンドレス）は早くからスタート地点のサント・ドミンゴ通りに集まり、壁の隙間に設置された聖フェルミンの小さな彫像の前で聖歌を三度歌い、無事に走りきれることを祈願する。8:00にエンシエロが開始され、第1の花火に火が付けられて囲い場から闘牛6頭を放たれる。1924年以前は6:00に開始されており、1924年から1974年は7:00に開始されていた。
第2の花火で別の雄牛6頭が囲い場から放たれると、雄牛6頭が闘牛6頭をうまく誘導し、また緑色のTシャツを着て長いポールを持った牛飼いにも追い立てられる。スタート地点からサント・ドミンゴ通りの坂を駆け上がると、市庁舎前の緩やかなカーブを抜け、メルカデレス通りとエスタフェタ通りの間では鉤型に曲がる。エスタフェタ通りの約400mの直線を上り、電話局を過ぎるとゴールのパンプローナ闘牛場がある。すべての雄牛・闘牛が闘牛場に入ると、第3の花火が鳴らされる。12頭の牛が囲い場に収容された時に第4の花火が鳴らされ、これによってエンシエロは結びとなる。エンシエロ後には角をクッションで保護された若い牛が闘牛場内に放たれ、群衆は素人闘牛を楽しむ。

##### エンシエロの歴史
闘牛の前に牛を囲い場から闘牛場に安全に移動させることが、エンシエロの起源である。19世紀前半まではエンシエロ（牛追い）ではなく、エントラダ・デ・ロス・トロス（牛の入場）と呼ばれていた。闘牛の前を市民が走り始めた時期については定かではないが、1867年頃といわれており、1920年代から1930年代にはランナーの数が増加していった。「（祝祭の）起源に関する記録はないが、その伝統は既に確立されていた」という、1787年に書かれた記録が残っている。現在では1,000人以上がエンシエロに参加している。聖フェルミンを称える歌の伝統は1962年に遡る。
エンシエロはとても危険な行事であり、1925年以来、15人がエンシエロ中の事故で命を落としている。1974年には女性がエンシエロに参加することが禁止された。近年は死亡事故が減少しているが、1995年にはアメリカから参加していた22歳の男性が死亡し、1980年以来15年ぶりの死亡事故となった。2003年には63歳の男性が角でひっかけられて転倒し頭蓋骨を損傷し、3か月弱後に死去した。2009年には14年ぶりに祭礼期間中の死亡事故が発生し、マドリードから参加していた27歳の男性が首や胸などを角で突かれて死亡した。毎年200人から300人が牛追い中に負傷し、もっとも多いケガは転倒による挫傷である。負傷者の約3%は重傷を負っている。

##### エンシエロの規定
パンプローナ市は以下のような文言でエンシエロの目的を定め、「18歳未満は走らないこと」「30分前には指定の場所にいること」「祭にふさわしい服装をすること」などの規定を定めている。

#### 巨大人形のパレード
7日から14日の朝には、巨大人形（ヒガンテス、キリキス、カベスドス、サルディコスの総称）のパレードが行われる。サン・フェルミン祭における巨大人形は150年以上の歴史を持っている。1860年、パンプローナ近郊出身の画家タデオ・アモレナによって8体のヒガンテス(gigantes)が考案され、製作された8体はそれぞれ異なる4地域（ヨーロッパ、アジア、アメリカ、アフリカ）の国王と王女を表している。ヒガンテスの全高は約4mであり、重量は約60kgである。木造の骨格の中に製作団体のメンバーが入って人形を背負い、伝統的な音楽のリズムに合わせてステップを踏む。
1860年から1941年の間に、6体のキリキス(kilikis)、5体のカベスドス(cabezudos)、6体のサルディコス(zaldikos)と、計17体の巨大人形が作られた。キリキスとカベスドスは政治風刺的な意味を持ち、フルフェイスヘルメットのように被って頭部全体を覆う仮面（マスク）である。カベスドスの仮面は直径1mにも及び、キリキスの仮面はカベスドスよりわずかに小さい。カベスドスはパレードで観客に手を振るだけだが、キリキスはパレード中に子どもを追いかけ、手に持った棍棒で子どもに殴りかかる。サルディコスはカベスドスやキリキスとは異なり、腰にぶら下げる馬型の人形であり、やはり棍棒を持って子どもの後を追いかける。サン・フェルミン祭の終わりには巨大人形に火がつけられて燃やされる。

#### その他の行事
伝統的スポーツ
7日から14日（連日）の素人闘牛の後には、要塞跡に近いフエロス広場ではバスクの伝統的スポーツの大会が開催される。以前は闘牛場で開催されていた。行われる競技にはハリハソツァイケアク（巨大な石を持ち上げる競技）、アイスコラリツァ（丸太を斧で割る競技）、ハイ・バレ（草刈り競技）などがある。また、サン・フェルミン祭におけるハイ・アライ（ペロタ・バスカ）の大会は権威ある大会であり、フロントンと呼ばれる競技場で行われる。これらの競技はギャンブルの要素を持つことで共通している。
コリーダ・デ・トーロス（闘牛）
7日から14日には毎日18:30から、エンシエロで走った6頭の牛を使った闘牛が開催される。パンプローナ闘牛場は世界で4番目に広いが、連日満員となるため入場券を入手するのは困難である。
花火大会
要塞跡公園では毎晩花火が打ち上げられる。サン・フェルミン祭における花火の打ち上げは、1595年まで遡ることが知られている。2000年以降は毎年、国際的な花火コンテストが開催されている。公園の周辺では数千人の人々が草地の上で花火を見物する。

## 関連画像

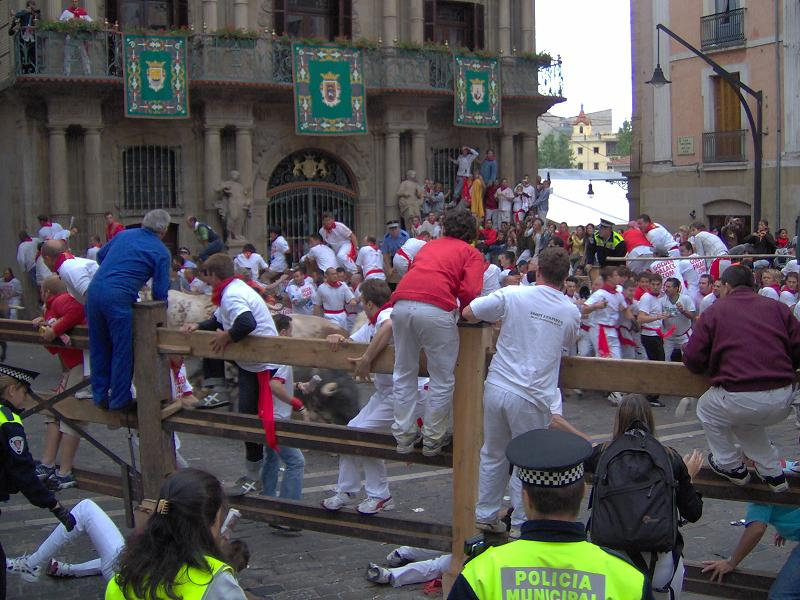
エンシエロ
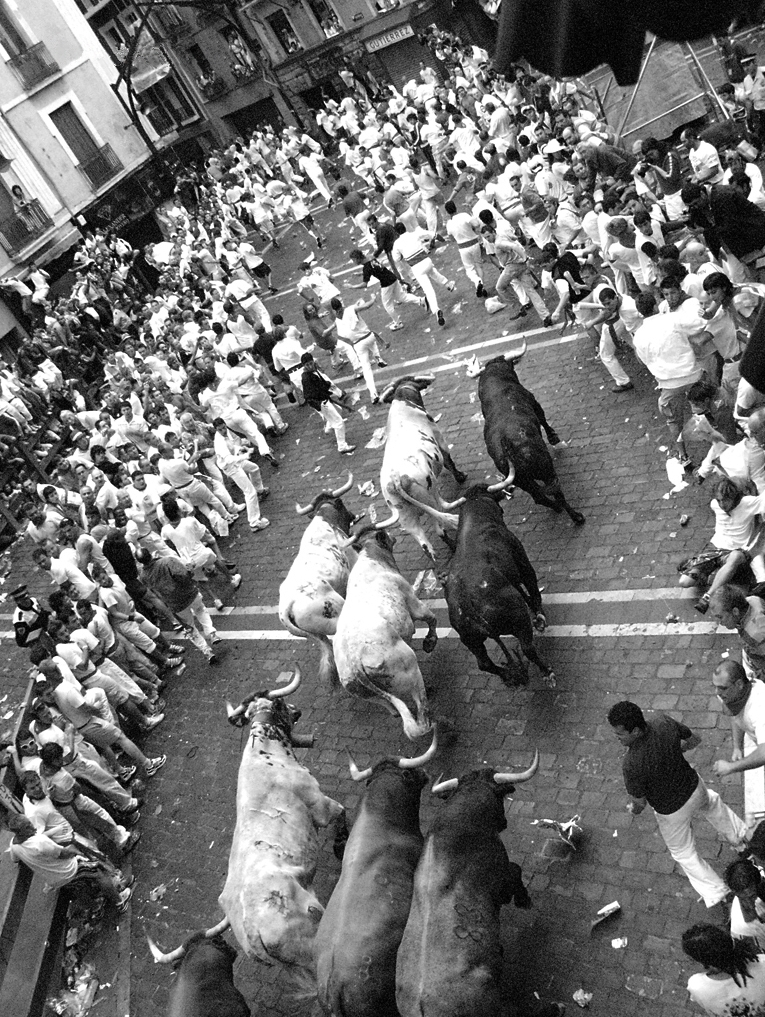
エンシエロ
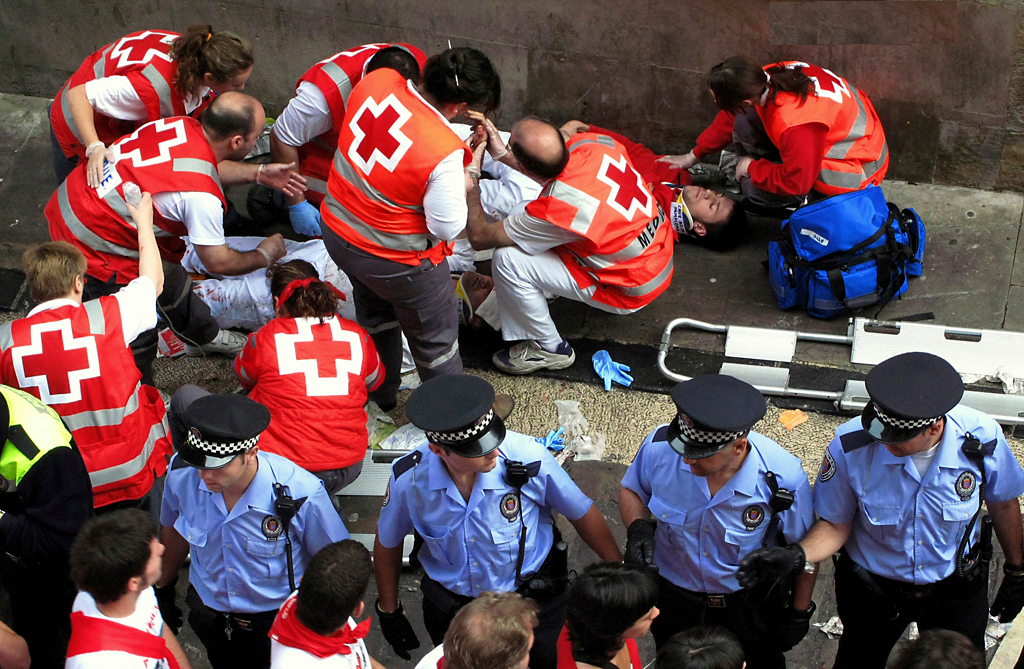
負傷者の手当てをする救護隊
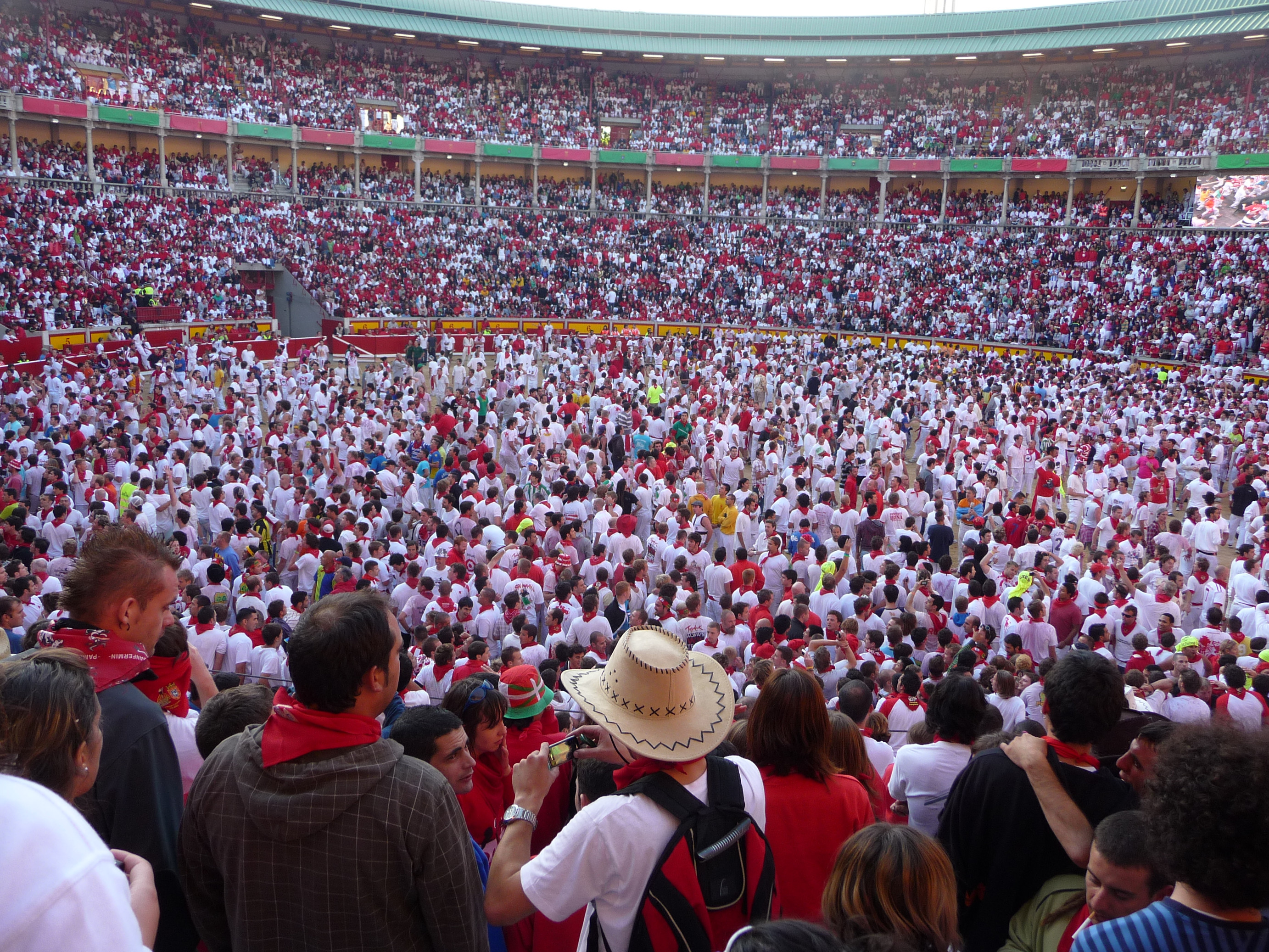
闘牛場を埋め尽くす群衆
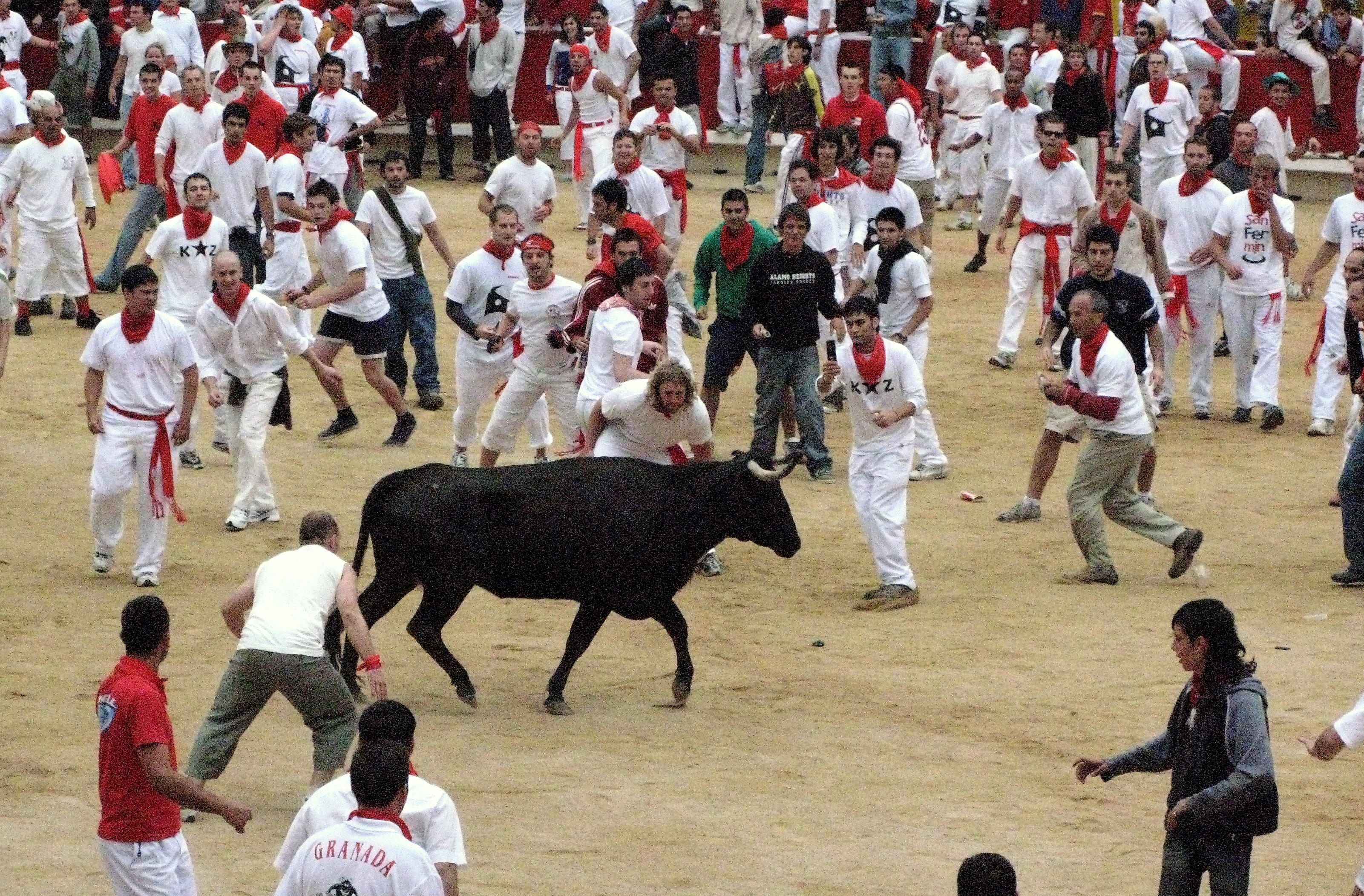
エンシエロ後の素人闘牛
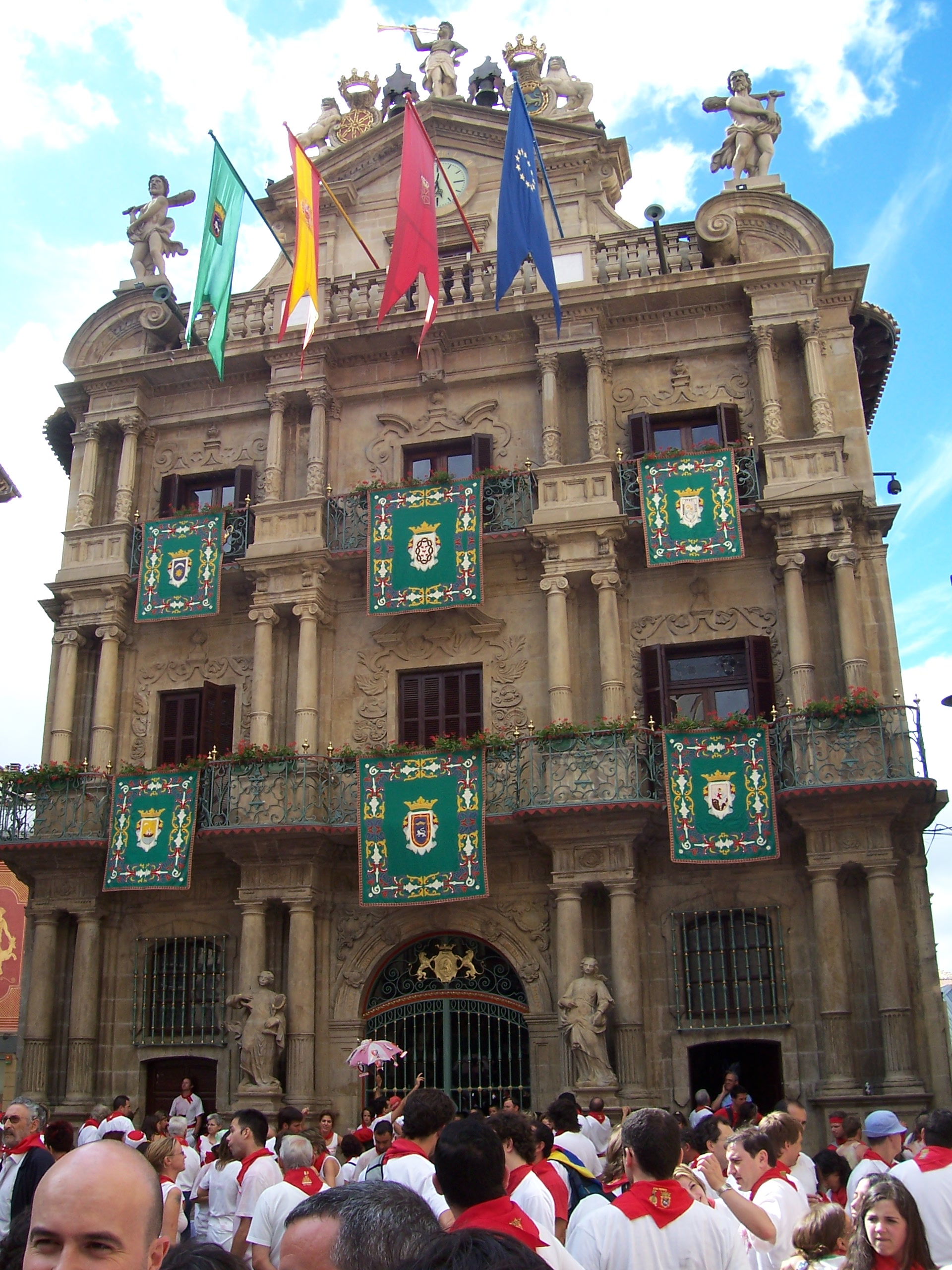
祭礼時のパンプローナ市庁舎
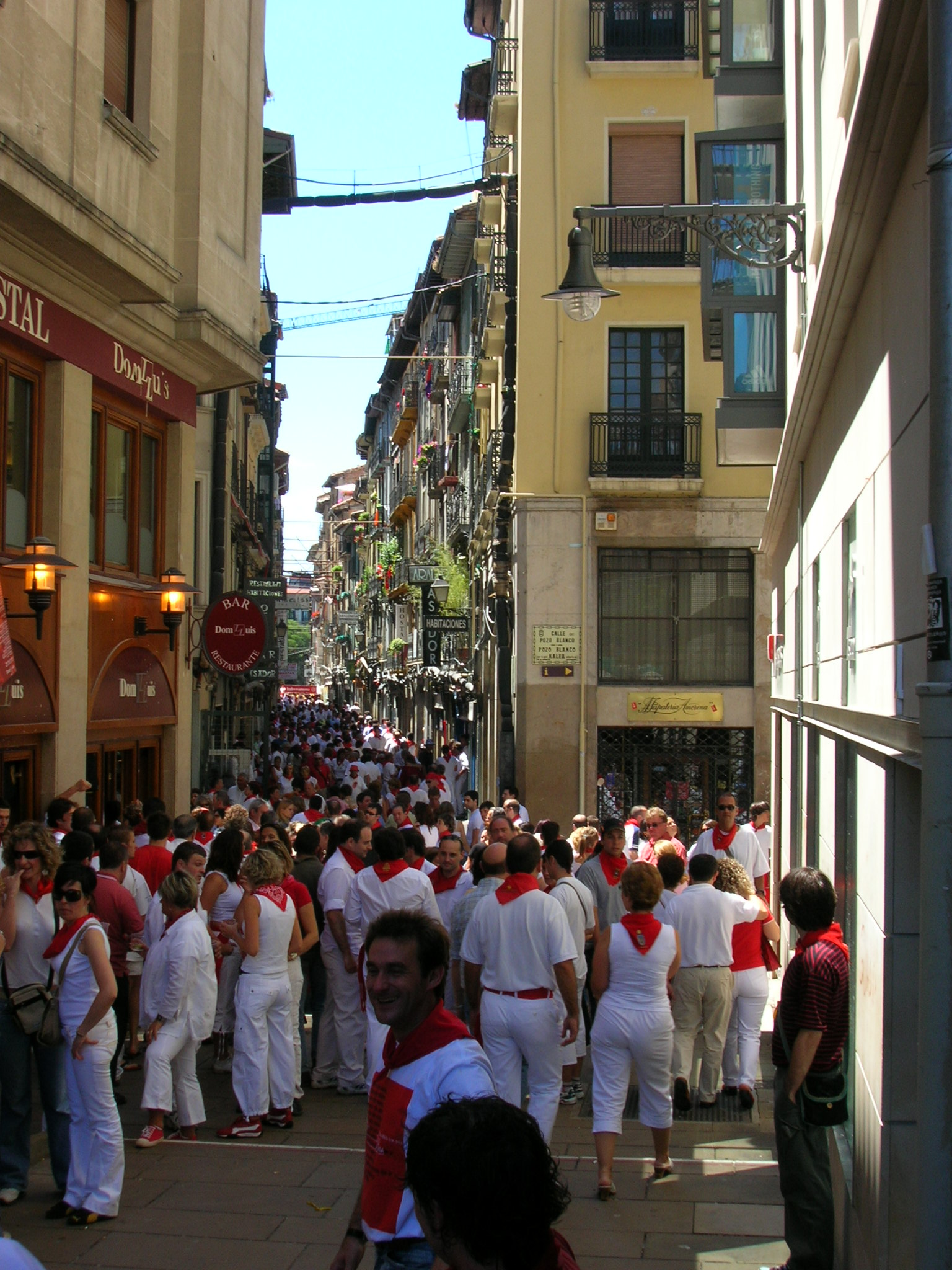
サン・ニコラス広場
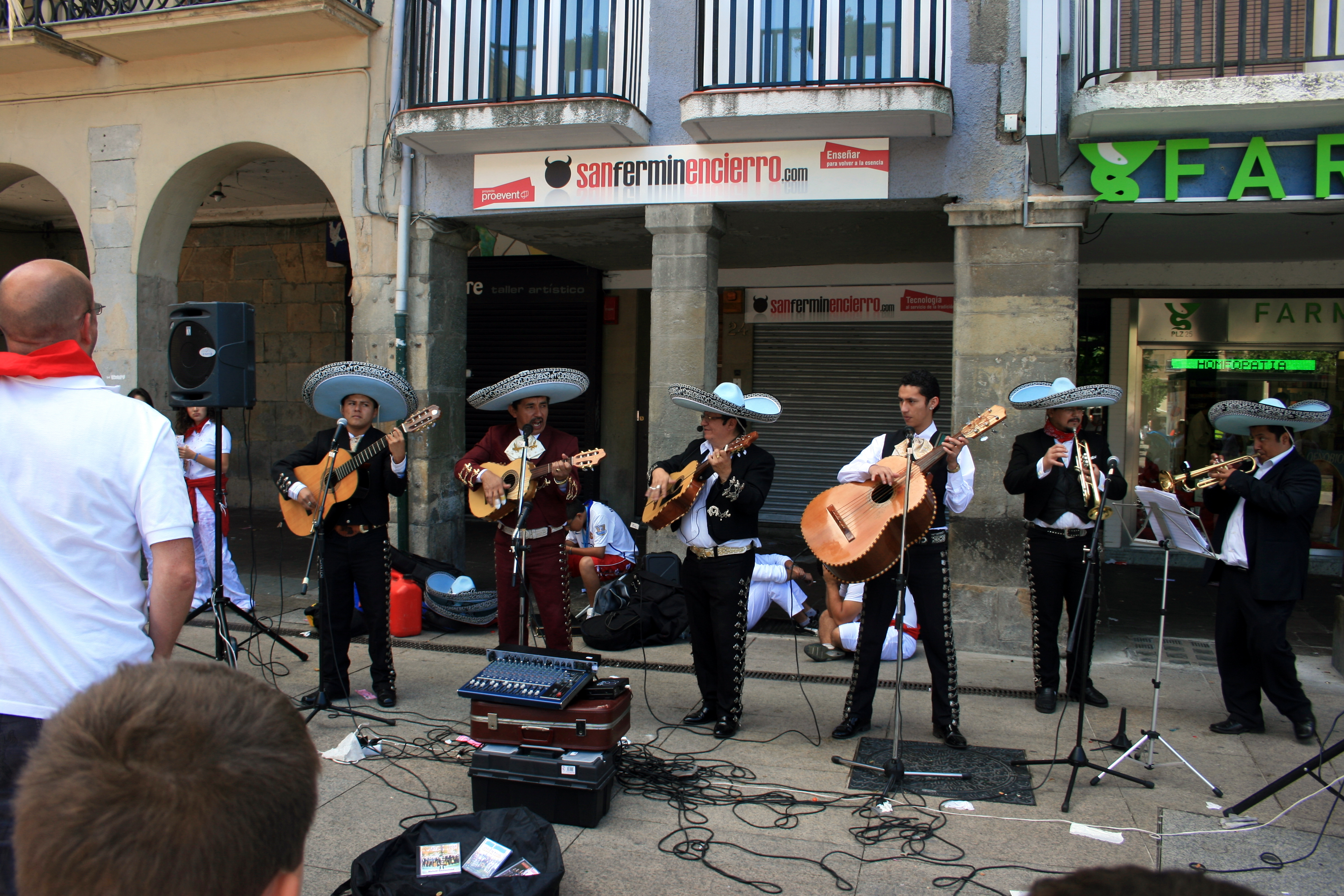
路上で演奏するバンド
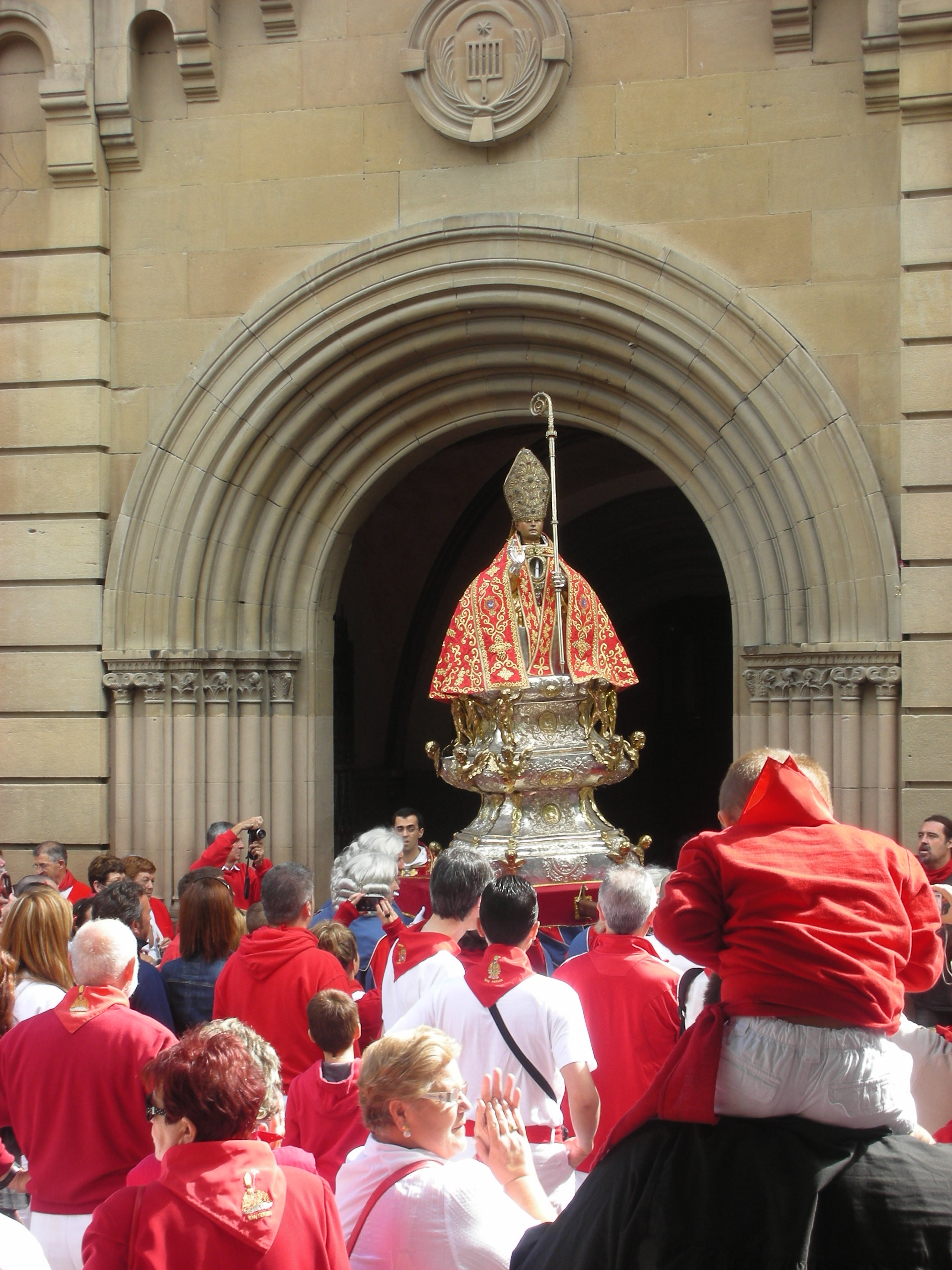
聖フェルミンの行進

## 類似の祭礼

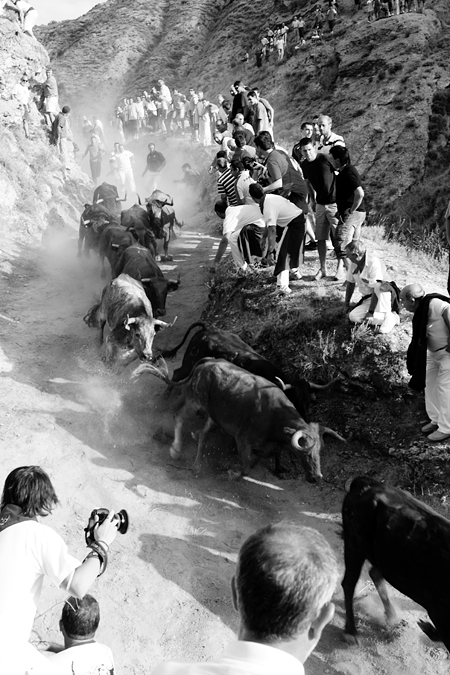
ファルセスのエンシエロ

7月7日には、ナバラ州レサカでも聖フェルミンを祝した祭りが開催される。町の中心部を流れるオニーン川両岸や橋上での踊りがメインであり、両岸の地区の仲直り（一致団結）の儀式が由来である。伝統衣装をまとった左右7人ずつの若者が、5/8拍子のリズムで跳躍する。
他にエンシエロ（牛追い）をする祭りには、プエンテ・ラ・レイナのサンティアゴ祭、ファルセスの牛追い祭りなどがある。ナバラ州ファルセスはラ・リオハ州との州境近くにある山間の村であり、18世紀の文献にはこの祭礼について記されていた。8月後半の7日間の9:00、山上の囲い場から村の広場まで、10頭の雌牛が約800mもの高低差を一気に駆け降りる。エンシエロは約2分間で終了するが、山道を見渡せる丘の上には人々が集まり、牛の前を走る住民もいる。午前中には闘牛も行われるが、一般的な闘牛とは異なり、剣で刺し殺すことはない。

## 登場する作品
- ミゲル・デ・セルバンテス『ドン・キホーテ』（17世紀） - 自らを騎士と思い込んだ主人公が牛の群れに立ち向かう場面がある。
- アーネスト・ヘミングウェイ『日はまた昇る』（1926年） - アメリカ人新聞記者の主人公がサン・フェルミン祭を見物しにパンプローナを訪れたところから物語が始まる。
- ゾーヤー・アクタル『人生は二度とない』（2011年） - 物語の終盤で主人公たちが参加する場面がある。